# باسافا
باسافا (Basava) (يُعرف أيضًا باسم بهاكتي بهانداري باسافانا (Bhakti Bhandari Basavanna) أو باسافيشوارا (Basaveshwara) (من 1134م-إلى 1196م)،)) هو فيلسوف ورجل دولة ومصلح اجتماعي من كارناتاكا الحالية في الهند.
ناضل باسافا ضد الممارسات اللاإنسانية التي ارتكبها النظام الطبقي، والذي اعتاد التمييز بين الناس على أساس النسب وبعض الشعائر الدينية في الهندوسية. واستطاع باسافا أن ينشر الوعي في المجتمع من خلال شعره، والذي يُعرف باسم «فاتشاناس» (Vachanaas). وقد احتوت هذه الأشعار على أفكار اجتماعية حكيمة ومتقدمة، بالإضافة إلى الأفكار الثابتة عن الإله الموجود في المجتمع الهندوسي.
تمكن باسافا من نشر الوعي في المجتمع من خلال شعره، والذي يُعرف باسم «فاتشاناس» (Vachanaas) وقد احتوت هذه الأشعار على أفكار اجتماعية حكيمة ومتقدمة، بالإضافة إلى الأفكار الثابتة عن الإله الموجود في المجتمع الهندوسي. حاول أصحاب «الفكر البرهمي» تفسير الثورة الاجتماعية التي أحدثها باسافا، فعرَفوا الفاتشاناس بأنها مجرد خلاصة نصوص فيدا (Vedic) ولكن هذا التفسير فشل في تفسير سبب فشل علماء الدين المشهورين الآخرين، مثل: شانكارا تشاريا، ومادهواتشاريا (Madhwacharya)، في التطرق إلى الموضوعات التي تطرق إليها باسافا في أواخر القرن الثاني عشر الميلادي، على الرغم من معرفتهم الواسعة بنصوص فيدا. إن باسافا يشبه غوتاما بودا (Gautama Buddha) إلى حدٍ كبير، فهو لم يحاول أن يقدم للناس الجوانب المعقدة في الدين، ولكنه علّم الناس كيف يعيشوا حياة سعيدة، في نظامٍ اجتماعي حكيم عُرف فيما بعد باسم حركة شارانا (Sharana movement).
يُطلق أيضًا على باسافانا اسم «فيشواجورو» (Vishwaguru)، وذلك لأنه أول من عرف المعنى الحقيقي للسمو في التقوى، وبرهن على فكرة كيف تصبح إلهًا من خلال 800 شخص من حركة شارانا. هذا بالإضافة إلى أنه الوحيد الذي عمم فكرة كيفية أن تصبح إلهًا، من خلال أربع مراحل من الآلهة موجودة في جسم الإنسان- تشايتانيا الخفي (المعلم الروحي)((Unmanifest Chaitanya(Guru)، وتشايتانيا-شاكتي (لينجا) ((Chaitanya-Shakti(Linga)، إدراك تشايتانيا-شاكتي الواضح في البرانا (Prana: كلمة هندية تعني الطاقة الخفّية الكامنة في عقل الإنسان) (Jangama)، والإدراك الشخصي (جيفاتاما) (Jeevatma/Mind). علّم باسافنا اتباعه كيف يستطيعون أن يسموا بعقولهم عن طريق البرانا، من خلال عملية من ثلاث مراحل، إيشتالينجا (Ishtalinga)، وبرانالينجا (Pranalinga)، وبهافالينجا سادهانا (Bhavalinga saadhana). كما استطاع باسافا أن يثبت للعالم أن أي شخص في العالم، بغض النظر عن الطائفة، المذهب، المميزات، الجنسية، إلخ. بإمكانه أن يسمو بنفسه ويصبح إله عن طريق البرانا. وحتى الآن، يعتبر باسافا هو الشخص الوحيد الذي قدّم طريقة عملية للسمو بنفس الإنسان لأي شخص عادي. وانضم اتباعه في القرن الثاني عشر الميلادي لحركة شارانا باتباعهم لطريقته في السمو بالإنسان عن طريق البرانا. وصار واضحًا لأي شخص قدرة باسافانا على إدراك المعنى الحقيقي للروحانية والتدين، وتطبيقها، لدرجة أن 800 من اتباع حركة شارانا سجلوا تجاربهم بعد ذلك، وقد تشابهت تلك التجارب مع النصوص القديمة مثل: فيدا، والأوبانيشاد، ودارشاناس (Darshanas)، وجيثا (Geetha)، والبورانات (Puranas)، واتفقت معها في فكرة وجود عناصر الإلوهية في جسم الإنسان. أدرك باسافانا المعنى الحقيقي للروحانية وكيفية تطبيقه، ولذلك فهو أعظم مما قد يظن أي شخص.
أكد باسافانا أنه لا يلعب أكثر من دور الأخ الأكبر، وهو ما يشير إليه اسمه «باسافا آنّا» (Basava ANNA). ويُعرف باسم بهاكتي بهانداري (بطل الإخلاص). كما أطلق عليه الناس اسم «كرانتي يوجي» (Kranti Yogi)، لأنه تسبب في ثورة في الدراما. إن تعاليم باسافانا، ومواعظه عالمية، فهي تتخطى كل حدود الأنظمة الفكرية. وبالإضافة إلى ذلك، كان باسافا مُحبًا للإحسان، وعلّم الناس أسلوب حياة جديد يجعل التجربة الإلهية محور الحياة، بغض النظر عن الجنس، أو المعتقد، أو العادات، أو الدين، أو الطائفة، أو المستوى الاجتماعي. إن أساس تعاليم باسافا هو فكرة توحيد الإله.
كان باسافا شخصًا مثاليًا، وكانت أفكاره سابقة لعصره، فتطلع إلى مجتمع مزدهر في كل شئ. يعد باسافا من أعظم الغموضيين (mystic) في عصره، كما أنه أحدث ثورةً أدبية عن طريق أحد أعماله الأدبية يسمى فاتشانا ساهيتيا (Vachana Sahitya)، وهو مكتوب باللغة الكنادية المشتقة من الأوبانيشاد والفيدانتا (Vedanta). كان باسافا غامضًا بالفطرة، ومثاليًا بالاختيار، ورجل دولة من حيث المهنة: لأنه كان رئيس وزراء إمبراطورية كالاتشوري (Kalachuri) الجنوبية في جنوب الهند، كاتبًا بالإحساس، وإنسانيًا بالعطف، وأيضًا مُصلحًا اجتماعيًا بالإقناع. انضم الكثير من الرهبان وممارسي اليوجا إلى حركة باسافا، وأثروها بتجاربهم الإلهية في هيئة فاتشاناس.

## كتابات أخرى
- Speaking of Siva, by A. K. Ramanujan. Penguin. 1973. ISBN 978-0-14-044270-0.

## وصلات خارجية
- Lingayat Religion
- Shivabhakti
- Basavanna
- Basava: The Great Socio-Religious Reformer
- Lingayat
- Artists
- Path of Guru Basava